# Manfred Götz (Islamwissenschaftler)
Manfred Götz (* 7. Januar 1932 in Dresden; † 18. Mai 2021 in Köln) war ein deutscher Islamwissenschaftler und Turkologe.
Manfred Götz war von 1980 bis zu seinem Ruhestand ordentlicher Professor für Islamwissenschaften und Turkologie am Orientalischen Seminar der Universität zu Köln, an dem er bereits zuvor als Forscher und Hochschullehrer tätig gewesen war: außerplanmäßiger Professor für Islamkunde und Turkologie (1971–1980), Wissenschaftlicher Assistent (1961–1971). Habilitation 1971.

## Schriften
- 1956: Der Charakter der Prosabelege bei Sibawaih, München
- 1968: Türkische Handschriften / Teil 2
- 1979: Türkische Handschriften / Teil 4
- 1992: Langenscheidts Expresskurs Türkisch – Berlin: Langenscheidt, 1. Auflage
- 1999: Islamische Handschriften / Teil 1. Nordrhein-Westfalen